# Оттеграфен, Карл Томас
Карл Томас Оттеграфен (нем. Karl Thomas von Othegraven; 1769—1844) — прусский офицер, генерал-лейтенант.

## Биография
Родился 4 июля 1769 года в Ахене. Происходил из дворянского рода Оттеграфен, был младшим сыном военного Иоанна Оттеграфена (1723—1821) и его жены Катарины, урожденной Juchens (1736—1802).
В военную службу вступил 12 апреля 1786 года в качестве ефрейтора-капрала пехоты полка «von Eichmann» Nr. 48 прусской армии, где прослужил следующие двадцать лет. В чине прапорщика он участвовал в 1787 году в походе в Голландию (нем. Preußischer Einmarsch in Holland), принимал участие в блокаде города Нарден и битве при Мёдоне. В 1792—1795 годах принимал участие во Французской революции, получив в январе 1793 года звание лейтенанта, а 16 февраля 1805 — обер-лейтенанта. Участвовал в 1806 году в битве при Йене и Ауэрштедте. Во время капитуляции Эрфурта ненадолго попал во французский плен. Освободившись, жил в городе Падерборн.
В конце 1808 года в качестве штабс-капитана снова служил в армии в пехотном полку Altpreußisches Infanterieregiment No. 2. В конце февраля 1811 года был повышен до капитана и позже получил чин майора, командуя батальном полка Leib-Grenadier-Regiment «König Friedrich Wilhelm III». Участвовал в Освободительной войне в Германии, принимал участие в сражении на реке Кацбах. Также сражался в Битве под Лейпцигом. Затем со своим полком участвовал в Сражении при Лаоне, во Взятии Парижа, Битве при Линьи и Битве при Ватерлоо. Был повышен в звании до подполковника и назначен командиром полка.
После окончания Наполеоновских войн Оттеграфен получил звание полковника (3 октября 1815). В 1818 году стал командиром 15-й пехотной бригады. В марте 1823 года был повышен до генерал-майора. По состоянию здоровья сдал командование бригадой и в марте 1831 года был назначен комендантом города Юлих. Через три года переехал в Дюссельдорф, где был командиром 14-й бригады ополчения. Затем Карл Томас попросился в отставку, в которую был отправлен в марте 1836 года, получив звание генерал-лейтенанта и пенсию.
Умер 22 апреля 1844 года в Кёльне и был похоронен на городском кладбище Мелатен.

## Награды
Королевства Пруссия:
- Железный крест 1-го класса (1813)[3] и 2-го класса на чёрной ленте
- Орден «Pour le Mérite» с дубовыми листьями (31 мая 1814)[4]
- Крест за выслугу лет[нем.] (1825)
- Орден Красного орла 3-го класса (1825)[5]; бантом к ордену (1832)[6]

Прочие:
- Орден Святого Георгия 4-го класса (№ 2950; 28 июля 1814, Российская империя)
- Орден Военных заслуг, рыцарский крест (королевство Франция)

## Семья
6 мая 1798 года в Везеле женился на Jeanette Margarethe von Tschirschky (1772—1817), дочери прусского генерал-майора Friedrich August Albrecht von Tschirschky. В семье Оттеграфена родились:
- Franz Albert Friedrich Alexander (1798—1866), стал генерал-майором;
- Auguste Mathilde (1799—?);
- Gustav Adolf (1801—?);
- Friedrich August (1802—1878), стал генерал-лейтенантом;
- Eveline (1806—?);
- Friedrich Wilhelm (1809—1869), стал майором.